# Facidia laportei
Facidia laportei är en fjärilsart som beskrevs av Emilio Berio 1975. Facidia laportei ingår i släktet Facidia och familjen nattflyn. Inga underarter finns listade i Catalogue of Life.